# Лю Чжиюй
Лю Чжиюй (кит.: 刘治宇, нар. 5 січня 1993) — китайський веслувальник, бронзовий призер Олімпійських ігор 2020 року, чемпіон світу.

## Виступи на Олімпіадах
| Олімпіада  | Дисципліна   | Місце |
| ---------- | ------------ | ----- |
| Токіо 2020 | парні двійки | 3     |
| Париж 2024 | парні двійки | 11    |

## Зовнішні посилання
- Лю Чжиюй на сайті FISA.